# Нахаева, Анна Сергеевна
А́нна Серге́евна Наха́ева (23 ноября 1984, Полоцк) — белорусская гребчиха, выступает за сборную Беларуси по академической гребле с 2001 года. Чемпионка мира, серебряная и бронзовая призёрша чемпионатов Европы, победительница многих молодёжных и республиканских регат. На соревнованиях представляет Витебскую область, мастер спорта международного класса.

## Биография
Анна Нахаева родилась 23 ноября 1984 года в городе Полоцке Витебской области Белорусской ССР. Активно заниматься академической греблей начала в раннем детстве, проходила подготовку в полоцкой специализированной детско-юношеской школе олимпийского резерва и в витебском областном центре олимпийского резерва по гребным видам спорта, тренировалась под руководством тренеров Л. И. Золотарёвой, В. В. Синельщикова и Ю. В. Золотарёва. Состоит в физкультурно-спортивном обществе «Динамо».
Первого серьёзного успеха добилась в 2000 году, когда попала в юниорскую сборную Беларуси и побывала на юниорском чемпионате мира в хорватском Загребе, где завоевала золотую медаль в зачёте женских парных четырёхместных экипажей. Год спустя на аналогичных соревнованиях взяла золото в распашных безрульных четвёрках и серебро в распашных восьмёрках с рулевой, кроме того, дебютировала на взрослом международном уровне — выиграла бронзовую медаль на этапе Кубка мира в Мюнхене. Ещё через год на чемпионате мира среди юниоров в Литве получила серебряную награду в безрульных двойках, тогда как на взрослом мировом первенстве в испанской Севилье в распашных восьмёрках финишировала в финале пятой.
В 2003 году в зачёте рулевых восьмёрок Нахаева была пятой на этапе мирового кубка в Мюнхене и шестой на чемпионате мира в Милане. В следующем сезоне помимо кубковых выступлений успешно съездила на мировое первенство в испанский Баньолес, где выиграла в безрульных четвёрках бронзовую медаль, пропустив вперёд лишь команды из Франции и России. Сезон 2005 года провела в основном на кубковых и молодёжных регатах, в 2006-м, помимо всего прочего, сразу в двух дисциплинах участвовала в программе чемпионата мира в английском Итоне: в безрульных двойках заняла четвёртое место, в рулевых восьмёрках дошла только до утешительного финала «Б» и в итоге была одиннадцатой. В 2007 году посетила все три этапа Кубка мира, также в парных четвёрках показала одиннадцатый результат на первенстве мира в Мюнхене и в парных двойках выиграла бронзу на первенстве Европы в польской Познани.
На чемпионате мира 2008 года в австрийском Линце Нахаева вместе с такими гребчихами как Наталья Гелах, Юлия Бичик и Ольга Щербаченя одолела в зачёте безрульных четвёрок всех соперниц и получила титул чемпионки мира. Позже успешно выступила на чемпионате Европы в Афинах, в распашных рулевых восьмёрках стала бронзовой призёркой. Год спустя продолжила выигрывать медали европейских первенств — в той же дисциплине получила серебро на домашнем чемпионате в Бресте. При этом на чемпионате мира в Познани попасть в число призёров не смогла: четвёртое место в безрульных четвёрках и шестое в рулевых восьмёрках. В 2010 году в очередной раз участвовала в первенстве Европы, на регате в португальском городе Монтемор-у-Велью расположилась на восьмой строке среди безрульных двухместных лодок и на шестой строке среди распашных восьмиместных лодок с рулевой.
Чемпионат мира 2011 года, прошедший на Бледском озере в Словении, провела неудачно, оказалась в парных двойках на семнадцатой позиции. Зато на чемпионате Европы в болгарском Пловдиве в рулевых распашных восьмёрках завоевала серебряную медаль, уступив лидерство лишь команде из Румынии — при этом её партнёршами были Екатерина Шлюпская, Ольга Березнёва, Наталья Гелах, Маргарита Кречко, Татьяна Кухта, Юлия Бичик, Анастасия Фадеенко и рулевая Ярослава Павлович.
В 2012 году в восьмёрках Нахаева пыталась квалифицироваться на летние Олимпийские игры в Лондон, однако в отборочных гонках в Швейцарии показала третье время и не получила олимпийскую лицензию. Вместо Олимпиады участвовала в чемпионате Европы в итальянском городе Варесе, где стала четвёртой, остановившись в шаге от пьедестала. На европейском первенстве следующего 2013 года в Севилье вновь была четвёртой, в то время как на чемпионате мира в Южной Корее стартовала в утешительном финале «Б» и в итоговом протоколе закрыла десятку сильнейших. В 2014 году на чемпионате Европы в сербском Белграде выйти в главный финал не сумела, гребла во второстепенном финале и заняла седьмое место.
За выдающиеся спортивные достижения удостоена почётного звания «Мастер спорта Республики Беларусь международного класса».